# 1792
1792 (MDCCXCII) je bilo prestopno leto, ki se je po gregorijanskem koledarju začelo na nedeljo, po 11 dni počasnejšem julijanskem koledarju pa na četrtek.

## Dogodki
- 1. marec - Franc II. Habsburško-Lotarinški zavlada kot zadnji cesar Svetega rimskega cesarstva
- 11. december - francoska revolucija: konvent začne sojenje Ludviku XVI.

## Rojstva
- 7. marec - sir John Frederick William Herschel, angleški astronom, matematik († 1871)
- 23. april - John Thomas Romney Robinson, irski astronom, fizik († 1882)
- 7. maj - Janez Cigler, slovenski pisatelj († 1867)
- 13. maj - papež Pij IX. († 1878)
- 21. maj - Gaspard-Gustave Coriolis, francoski fizik, inženir, matematik († 1843)
- 4. avgust - Percy Bysshe Shelley, angleški pesnik († 1822)
- 28. november - Victor Cousin, francoski filozof († 1867)
- 1. december - Nikolaj Ivanovič Lobačevski, ruski matematik († 1856)
- 26. december -

- Charles Babbage, angleški matematik, filozof († 1871)
- Okuni Takamasa, japonski šintoistični učenjak († 1871)

## Smrti
- 1. marec - Leopold II. Habsburško-Lotarinški, cesar Svetega rimskega cesarstva (* 1747)
- 29. marec - Gustav III., kralj Švedske (* 1746)
- 23. april - Karl Friedrich Bahrdt, nemški teolog, pustolovec (* 1741)
- 9. junij - Jacob Kirkman, angleški izdelovalec čembal alzaškega rodu (* 1710)
- 22. oktober - Guillaume-Joseph-Hyacinthe-Jean-Baptiste Le Gentil, francoski astronom (* 1725)
- 12. december - Denis Ivanovič Fonvizin, ruski dramatik (* 1744)

Neznan datum
- Muhammad ibn Abd-al-Wahhab, arabski islamski učenjak, šola Salafi (* 1703)